# Nesopachyiulus canariensis
Nesopachyiulus canariensis är en mångfotingart som först beskrevs av Henri W. Brölemann 1901.  Nesopachyiulus canariensis ingår i släktet Nesopachyiulus och familjen kejsardubbelfotingar. Inga underarter finns listade i Catalogue of Life.